# Södingberg
Södingberg är en ort i kommunen Geistthal-Södingberg i distriktet Voitsberg  i förbundslandet Steiermark i Österrike. Södingberg var tidigare en självständig kommun, men blev den 1 januari 2015 en del av kommunen Geistthal-Södingberg.